# فرد وارمبولد
فرد وارمبولد (انگلیسی: Fred Warmbold; ۱۸ سپتامبر ۱۸۷۵ – ۱۹ اوت ۱۹۲۶) کشتی‌گیر اهل ایالات متحده آمریکا بود.